# Pilocrocis phaeocoryla
Pilocrocis phaeocoryla là một loài bướm đêm trong họ Crambidae.